# イボクラゲ科
イボクラゲ科（Cepheidae）はクラゲの科である。